# Artamus minor
Artamus minor е вид птица от семейство Artamidae.

## Разпространение
Видът е разпространен в Австралия.